# Xã Short Bend, Quận Dent, Missouri
Xã Short Bend (tiếng Anh: Short Bend Township) là một xã thuộc quận Dent, tiểu bang Missouri, Hoa Kỳ. Năm 2010, dân số của xã này là 466 người.